# 風櫃962地號古宅
 風櫃962地號古宅，是位於台灣澎湖縣馬公市風櫃里的宅第，於2016年6月28日登錄澎湖縣歷史建築。

## 歷史
風櫃里位在澎湖本島中風櫃半島的最西端，早期稱為風櫃尾或風櫃，其居民在明末時期即已移居澎湖，並在清雍正年間發展形成聚落。其中962地號古宅為清領時期所興建的建築物，其中前棟歷史建築其大廳存有的安地契，可知其建築興建的年代，約為清道光二十年（1840年）間借地建造，尚待修復後取安地契後方建築物的興建年代。在2016年6月28日根據澎湖縣政府文化局審核會議後，獲登錄澎湖縣歷史建築。

## 建築設計
風櫃962地號古宅的格局及外觀屬澎湖典型四櫸頭民宅建築形制，目前現已閒置中，屋頂部分早已坍塌，建築面積為160平方公尺，共由大廳，左右房，中亭深井和左右間仔所組成，為當前馬公市少見的古厝建築，其基地格局，牆體及門口程至今保存完整。